# 1223
Il 1223 (MCCXXIII in numeri romani) è un anno  del XIII secolo.

## Eventi
- Papa Onorio III approva la regola di San Francesco con la bolla "Solet Annuere";
- San Francesco inaugura il primo Presepe voluto dallo stesso santo a Greccio;
- Leonardo da Pisa, più comunemente conosciuto come Fibonacci (figlio di Guglielmo Bonacci) idea la prima progressione logica della matematica che passa alla storia con il nome di "successione di Fibonacci";
- il 31 maggio i Mongoli vincono la battaglia del fiume Kalka, prima battaglia contro gli slavi;
- Il comune svizzero di Therwi viene menzionato per la prima volta in un documento ufficiale;
- nel settembre dello stesso anno i Mongoli invadono la Bulgaria del Volga e vincono la battaglia di Samara.

## Nati
- 25 gennaio - Matilde de Lacy, nobile britannica
- 18 marzo - Elena di Brunswick-Lüneburg, principessa († 1273)
- Beatrice di Savoia, principessa italiana († 1259)
- Federico di Castiglia, principe († 1277)
- John FitzAlan, VI conte di Arundel, nobile inglese († 1267)
- Jutta di Sassonia, regina danese († 1267)
- Michele VIII Paleologo, imperatore bizantino († 1282)
- Francesco Ronci, cardinale italiano († 1294)

## Morti
- 8 marzo - Vincenzo Kadłubek, vescovo cattolico polacco
- 25 marzo - Alfonso II del Portogallo, sovrano (n. 1185)
- 27 marzo - Raimondo Ruggero di Foix, conte
- 14 luglio - Filippo II di Francia, re (n. 1165)
- Enrico I di Mödling, nobile austriaco (n. 1158)
- Giorgio IV di Georgia, re georgiano (n. 1191)
- Giraldus Cambrensis, religioso, scrittore e storico gallese (n. 1146)
- Mukhali, mongolo (n. 1170)
- Sancho I di Provenza, conte (n. 1161)
- Alamanda de Castelnau, trobairitz francese
- Mstislav III di Kiev, principe

## Calendario
| Calendario 1223 | Calendario 1223 | Calendario 1223 | Calendario 1223 | Calendario 1223 | Calendario 1223 | Calendario 1223 | Calendario 1223 | Calendario 1223 | Calendario 1223 | Calendario 1223 | Calendario 1223 | Calendario 1223 | Calendario 1223 | Calendario 1223 | Calendario 1223 | Calendario 1223 | Calendario 1223 | Calendario 1223 | Calendario 1223 | Calendario 1223 | Calendario 1223 | Calendario 1223 | Calendario 1223 | Calendario 1223 | Calendario 1223 | Calendario 1223 | Calendario 1223 | Calendario 1223 | Calendario 1223 | Calendario 1223 | Calendario 1223 | Calendario 1223 |
| --------------- | --------------- | --------------- | --------------- | --------------- | --------------- | --------------- | --------------- | --------------- | --------------- | --------------- | --------------- | --------------- | --------------- | --------------- | --------------- | --------------- | --------------- | --------------- | --------------- | --------------- | --------------- | --------------- | --------------- | --------------- | --------------- | --------------- | --------------- | --------------- | --------------- | --------------- | --------------- | --------------- |
|                 | 1               | 2               | 3               | 4               | 5               | 6               | 7               | 8               | 9               | 10              | 11              | 12              | 13              | 14              | 15              | 16              | 17              | 18              | 19              | 20              | 21              | 22              | 23              | 24              | 25              | 26              | 27              | 28              | 29              | 30              | 31              |                 |
| Gennaio         | Do              | Lu              | Ma              | Me              | Gi              | Ve              | Sa              | Do              | Lu              | Ma              | Me              | Gi              | Ve              | Sa              | Do              | Lu              | Ma              | Me              | Gi              | Ve              | Sa              | Do              | Lu              | Ma              | Me              | Gi              | Ve              | Sa              | Do              | Lu              | Ma              |                 |
| Febbraio        | Me              | Gi              | Ve              | Sa              | Do              | Lu              | Ma              | Me              | Gi              | Ve              | Sa              | Do              | Lu              | Ma              | Me              | Gi              | Ve              | Sa              | Do              | Lu              | Ma              | Me              | Gi              | Ve              | Sa              | Do              | Lu              | Ma              |                 |                 |                 |                 |
| Marzo           | Me              | Gi              | Ve              | Sa              | Do              | Lu              | Ma              | Me              | Gi              | Ve              | Sa              | Do              | Lu              | Ma              | Me              | Gi              | Ve              | Sa              | Do              | Lu              | Ma              | Me              | Gi              | Ve              | Sa              | Do              | Lu              | Ma              | Me              | Gi              | Ve              |                 |
| Aprile          | Sa              | Do              | Lu              | Ma              | Me              | Gi              | Ve              | Sa              | Do              | Lu              | Ma              | Me              | Gi              | Ve              | Sa              | Do              | Lu              | Ma              | Me              | Gi              | Ve              | Sa              | Do              | Lu              | Ma              | Me              | Gi              | Ve              | Sa              | Do              |                 |                 |
| Maggio          | Lu              | Ma              | Me              | Gi              | Ve              | Sa              | Do              | Lu              | Ma              | Me              | Gi              | Ve              | Sa              | Do              | Lu              | Ma              | Me              | Gi              | Ve              | Sa              | Do              | Lu              | Ma              | Me              | Gi              | Ve              | Sa              | Do              | Lu              | Ma              | Me              |                 |
| Giugno          | Gi              | Ve              | Sa              | Do              | Lu              | Ma              | Me              | Gi              | Ve              | Sa              | Do              | Lu              | Ma              | Me              | Gi              | Ve              | Sa              | Do              | Lu              | Ma              | Me              | Gi              | Ve              | Sa              | Do              | Lu              | Ma              | Me              | Gi              | Ve              |                 |                 |
| Luglio          | Sa              | Do              | Lu              | Ma              | Me              | Gi              | Ve              | Sa              | Do              | Lu              | Ma              | Me              | Gi              | Ve              | Sa              | Do              | Lu              | Ma              | Me              | Gi              | Ve              | Sa              | Do              | Lu              | Ma              | Me              | Gi              | Ve              | Sa              | Do              | Lu              |                 |
| Agosto          | Ma              | Me              | Gi              | Ve              | Sa              | Do              | Lu              | Ma              | Me              | Gi              | Ve              | Sa              | Do              | Lu              | Ma              | Me              | Gi              | Ve              | Sa              | Do              | Lu              | Ma              | Me              | Gi              | Ve              | Sa              | Do              | Lu              | Ma              | Me              | Gi              |                 |
| Settembre       | Ve              | Sa              | Do              | Lu              | Ma              | Me              | Gi              | Ve              | Sa              | Do              | Lu              | Ma              | Me              | Gi              | Ve              | Sa              | Do              | Lu              | Ma              | Me              | Gi              | Ve              | Sa              | Do              | Lu              | Ma              | Me              | Gi              | Ve              | Sa              |                 |                 |
| Ottobre         | Do              | Lu              | Ma              | Me              | Gi              | Ve              | Sa              | Do              | Lu              | Ma              | Me              | Gi              | Ve              | Sa              | Do              | Lu              | Ma              | Me              | Gi              | Ve              | Sa              | Do              | Lu              | Ma              | Me              | Gi              | Ve              | Sa              | Do              | Lu              | Ma              |                 |
| Novembre        | Me              | Gi              | Ve              | Sa              | Do              | Lu              | Ma              | Me              | Gi              | Ve              | Sa              | Do              | Lu              | Ma              | Me              | Gi              | Ve              | Sa              | Do              | Lu              | Ma              | Me              | Gi              | Ve              | Sa              | Do              | Lu              | Ma              | Me              | Gi              |                 |                 |
| Dicembre        | Ve              | Sa              | Do              | Lu              | Ma              | Me              | Gi              | Ve              | Sa              | Do              | Lu              | Ma              | Me              | Gi              | Ve              | Sa              | Do              | Lu              | Ma              | Me              | Gi              | Ve              | Sa              | Do              | Lu              | Ma              | Me              | Gi              | Ve              | Sa              | Do              |                 |